# 荒木飞羽
荒木飞羽（日语：／ Araki Towa，2005年9月28日—）是一名日本男演员，出身于茨城县，隶属于Sweet Power。

## 人物简介
荒木飞羽的爱好是收集石头，特长则是游泳和跳舞。 他最擅长的舞种是嘻哈，而他对舞蹈的兴趣源自3岁时看到放浪兄弟成员ATSUSHI的表演；直至2018年，他还坚持跳舞的习惯。
荒木飞羽最喜欢的食物是炒饭，而最不喜欢的食物则是梅干。

## 职业履历
荒木飞羽是在与母亲一同散步的时候被星探发掘而进入娱乐圈， 2014年4月以在朝日电视台电视剧《死神君》的演出而正式出道。随后，他接连以儿童演员身份出演了《战神～只是爱着你～》、《热血街区》、《有喜欢的人》等电视剧，并因此备受关注。 2018年，因荒木飞羽接连在大河剧《西乡殿》饰演少年时代的德川家茂和在连续电视小说《一半，蓝色》中饰演修次郎而被日本杂志《JUNON》评价为当年的“‘今年绝对红’Next Break Ikemen”。
2019年，荒木飞羽参演日本电视台周日连续剧《轮到你了》；他在其中出演由木村多江所饰演榎本早苗的儿子榎本总一。而凭借饰演榎本总一这个癫狂翻盘角色，荒木飞羽获得了极大的关注度。
2022年，荒木飞羽首次以主演身份出演MBS / TBS电视特区电视剧《少年的深渊》。

## 演出作品

### 电影
| 电影名                           | 导演              | 公映日期                     | 发行公司                | 饰演角色               |
| -------------------------------- | ----------------- | ---------------------------- | ----------------------- | ---------------------- |
| 流浪者年代记                     | 濑濑敬久          | 2015年6月27日                | 日本华纳兄弟            | 亘（少年时代）         |
| 女主角失格                       | 英勉              | 2015年9月19日                | 日本华纳兄弟            | 寺坂利太（少年时代）   |
| 战神～只是爱着你～               | 耶云哉治          | 2016年6月18日                | ShowGate                | 樫野零（少年时代）     |
| 蓝心狂想曲 之 1001只小提琴       | 李相日            | 2017年4月8日                 | 日活 / T-Joy            | 秋山圭吾               |
| 哥哥太爱我了怎么办               | 河合勇人          | 2017年6月30日                | 松竹                    | 橘遥（少年时代）       |
| 望乡                             | 菊地健雄          | 2017年9月16日                | 爱贝克思集团            | 大崎航（少年时代）     |
| 热血街区电影版3：终极任务        | 久保茂昭 / 中茎强 | 2017年11月11日               | 松竹                    | SMOKY（少年时代）      |
| 三次元女友                       | 英勉              | 2018年9月14日                | 日本华纳兄弟            | 筒井薰                 |
| 沉睡的人鱼之家                   | 堤幸彦            | 2018年11月16日               | 松竹                    | 宗吾                   |
| 邻居同居2：同一屋檐两种爱        | 川村泰祐          | 2019年3月21日                | 东映                    | 久我山柊圣（少年时代） |
| 搬迁的大名                       | 犬童一心          | 2019年8月30日                | 松竹                    | 春太郎                 |
| 貴族降臨 -PRINCE OF LEGEND-      | 河合勇人          | 2020年3月13日                | 东宝                    | 朱雀奏（少年时代）     |
| 浪客剑心 最终章：人诛篇 / 追忆篇 | 大友启史          | 2021年4月23日 / 2021年6月4日 | 日本华纳兄弟            | 雪代缘                 |
| 轮到你了电影版                   | 佐久间纪佳        | 2021年12月10日               | 东宝                    | 榎本总一               |
| 侧耳倾听                         | 平川雄一朗        | 2022年10月14日               | 日本索尼影业娱乐 / 松竹 | 杉村龙也（中学时代）   |

### 剧集

#### 电视剧
| 剧名                              | 出演集 / 话               | 首播日期                     | 首播频道                | 饰演角色               |
| --------------------------------- | ------------------------- | ---------------------------- | ----------------------- | ---------------------- |
| 死神君                            | 第2话                     | 2014年4月25日                | 朝日电视台              | 未知                   |
| 平成舞祭组男                      | 第12话                    | 2015年1月3日                 | 日本电视台              | 未知                   |
| 战神：只是爱着你                  | 第8话、第10话             | 2016年3月13日、27日          | 日本电视台              | 樫野零（少年时代）     |
| 热血街头 第二季                   | 第9话                     | 2016年6月18日                | 日本电视台              | SMOKY（少年时代）      |
| ON 异常犯罪搜查官·藤堂比奈子      | 第2话                     | 2016年7月19日                | 富士电视台              | 霜川健司（少年时代）   |
| 有喜欢的人                        | 未知                      | 2016年7月11日－9月19日       | 富士电视台              | 柴崎夏向（少年时代）   |
| 胖子老师                          | 第3话                     | 2016年9月10日                | 日本电视台              | 义志泽月人（少年时代） |
| 往复书简：十五年后的补习          | 全劇                      | 2016年9月30日                | TBS电视台               | 未知                   |
| 潜入搜查偶像·刑警DANCE            | 第10话、第11话            | 2016年12月10日、17日         | 东京电视台              | 黑泽裕也（少年时代）   |
| 哥哥太爱我了怎么办                | 未知                      | 2017年4月13日－5月11日       | 日本电视台              | 橘遥（少年时代）       |
| 创造时代的男人：阿久悠物语        | 全1话                     | 2017年8月26日                | 日本电视台              | 深田太郎               |
| 致命之吻                          | 未知                      | 2018年1月7日－3月11日        | 日本电视台              | 并树尊氏（少年时代）   |
| 西鄉殿                            | 未知                      | 2018年3月－                  | NHK                     | 德川慶福               |
| 半邊藍天                          | 第142回・第146回・第149回 | 2018年9月13日・18日・21日    | NHK                     | 修次郎                 |
| PRINCE OF LEGEND                  | 未知                      | 2018年10月3日－12月5日       | 日本電視台              | 朱雀奏（少年時代）     |
| 悲慘世界-無盡的旅途-              | 全劇                      | 2019年1月6日                 | 富士電視台              | 馬場哲                 |
| 死命～刑事的TIME LIMIT            | 全劇                      | 2019年5月19日                | 朝日電視台              | 榊信一（少年時代）     |
| 輪到你了                          | 第9話 - 最終話            | 2019年6月9日－9月8日         | 日本電視台              | 榎本總一               |
| G弦上的你和我                     | 第2話                     | 2019年10月22日               | TBS電視台               | 加瀨理人（少年時代）   |
| 青色校警·嶋田隆平                 | 全劇                      | 2021年1月12日－3月16日       | 關西電視台 / 富士電視台 | 大林優也               |
| 警視廳「鍵盤殺人」對策室～        | 第3話                     | 2021年2月8日                 | 東京電視台              | 赤松悠真               |
| 心愛的謊言 溫柔的黑暗             | 示例                      | 2022年1月14日－3月4日        | 朝日電視台              | 雨宮秀一（青年時代）   |
| 少年的深淵                        | 全劇                      | 2022年9月2日－10月21日       | 每日放送                | 黑瀨令兒               |
| The Travel Nurse                  | 第3話・第5話 - 第7話      | 2022年11月3日・17日－12月1日 | 朝日電視台              | 三上禮                 |
| 犯罪家族                          | 全劇                      | 2023年4月12日－5月3日        | 富士電視台              | 佐佐木勝               |
| 元氣囝仔                          | 全劇                      | 2023年7月12日－9月20日       | 富士電視台              | 神崎康介               |
| GO HOME～警視廳身份不明人相談室～ | 第4話                     | 2024年8月3日                 | 日本電視台              | 橫田大地               |
| 彷彿清新氣息                      | 全劇                      | 2024年9月20日－              | 每日放送                | 三島太                 |

#### 网络剧
| 剧名            | 出演集 / 话 | 上线日期       | 播出平台     | 饰演角色   |
| --------------- | ----------- | -------------- | ------------ | ---------- |
| 向星星许愿      | 全1话       | 2018年1月11日  | 未知         | 未         |
| 死神君2         | 未知        | 2022年9月17日  | Hulu         | 三谷仁     |
| 终结者          | 全10话      | 2022年9月22日  | LINE新闻视频 | 齐藤琉贵亚 |
| First Love 初恋 | 全9话       | 2022年11月24日 | Netflix      | 向坂缀     |

### 综艺
- 《超人气法律咨询事务所》（日本电视台 / 2018年6月17日）——饰演少年时代的东野幸治[10]

- 《词汇骑士（日语：ボキャブライダー）》（NHK教育频道 / 2019年3月－2021年3月）——短剧演员

### 模特
- 目录模特

- 目录模特

### 广告
- 狮王 齿力佳酵素牙膏（日语：Clinica）（2015年）

- 佳思特（日语：ジャストシステム） Smile Zemi（日语：スマイルゼミ）（2019年11月－）[11]

### ＭＶ
- 《晨曦将至》（Aimer / 2022年）

## 书籍杂志

### 杂志
- 《Nico☆Petite KIDS（日语：ニコ☆プチ）》封面人物（2014年4月号）

### 写真集
- 《15》（2021年3月30日 / 东京新闻通信社 / ISBN 9784867012253）[12]

### 出典
1. 1 2 3 4  . 株式会社Sweet Power.   [2023-04-19]. （原始内容存档于2023-06-05）.
2. 1 2  . MyNavi. 2018-03-17  [2023-04-19]. （原始内容存档于2023-04-17）.
3. 1 2 3 4  . Modelpress. 2018-06-17  [2023-04-19]. （原始内容存档于2023-04-17）.
4. ↑  . Natalie. 2022-07-27  [2023-04-19]. （原始内容存档于2023-04-17）.
5. ↑  . MANTANWEB. 2021-06-13  [2023-04-19]. （原始内容存档于2022-11-04）.
6. ↑  . Natalie. 2021-06-04  [2023-04-19]. （原始内容存档于2022-06-10）.
7. ↑  . Natalie. 2022-06-25  [2023-04-19]. （原始内容存档于2023-04-06）.
8. ↑  . Real Sound. 2022-09-08  [2023-04-24]. （原始内容存档于2022-11-04）.
9. ↑  . Modelpress. 2022-06-06  [2023-04-24]. （原始内容存档于2023-04-04）.
10. ↑  . Modelpress. 2018-06-15  [2023-04-19]. （原始内容存档于2023-04-15）.
11. ↑  . TheTV. 2019-11-20  [2023-04-19]. （原始内容存档于2023-04-17）.
12. ↑  . 东京新闻通信社.   [2023-04-19]. （原始内容存档于2023-04-25）.